# Franz Danimann
Franz Danimann (* 30. Juli 1919 in Lugos, Rumänien; † 1. Juni 2013 in Wien) war ein österreichischer Jurist, Autor und ehemaliger Widerstandskämpfer gegen den Nationalsozialismus, der dem konspirativen Lagerwiderstand im KZ Auschwitz angehörte.

## Leben
Danimann, Sohn einer Hilfsarbeiterin, zog mit seiner Mutter noch 1919 nach Schwechat in Österreich. Sein Onkel und Ziehvater war dort bei der SDAP als Bezirkssekretär aktiv. Ab 1934 engagierte sich Danimann bei den Roten Falken. Nach dem Abschluss seiner Schullaufbahn absolvierte er von 1935 bis 1938 eine Lehre zum Gärtner am Wiener Zentralfriedhof. Ab 1936 war Danimann illegal als Freigewerkschafter und bei den Revolutionären Sozialisten tätig und setzte sich für Demokratie und gegen den Austrofaschismus ein. Danimann wurde dann leitender Funktionär des illegalen Kommunistischen Jugendverband (KJV) Simmering. Kurz vor dem „Anschluss Österreichs“ an das Deutsche Reich im März 1938 gehörte er zu den Anschlussgegnern und nahm an Protestkundgebungen der Pro-Österreich-Bewegung teil.
Im Januar 1939 wurden Danimann und weitere Mitglieder des KVJ aufgrund des Verbreitens illegaler Flugblätter von der Gestapo festgenommen, deren Inhalt die Verhinderung eines Krieges, der Sturz des NS-Regimes war und den Aufruf zur Bildung einer antifaschistischen Front aller NS-Gegner enthielt. Nach Aburteilung von elf Mitgliedern des KVJ durch den Volksgerichtshof, wurden am 23. April 1940 auch Danimann und Max Schernbrandtner verurteilt.
Danimann erhielt eine vierjährige Haftstrafe, die er hauptsächlich in Einzelhaft im Landesgericht Wien und der Strafanstalt Stein verbüßte. Danimann wurde 1942 in das Stammlager KZ Auschwitz überstellt, wo er Häftlingsnummer 32.635 erhielt. Dort war er bei verschiedenen Arbeitskommandos und als Häftlingskrankenpfleger eingesetzt. In Auschwitz beteiligte er sich am illegalen Lagerwiderstand bei der österreichischen Widerstandsgruppe und gehörte nach dem Zusammenschluss mit anderen nationalen Gruppen des Lagerwiderstands der Kampfgruppe Auschwitz an. Am 29. August 1942 gelang es ihm der Vergasung zu entgehen.
Im Zuge der „Evakuierung“ des KZ Auschwitz im Januar 1945 gelang es ihm mit Kurt Hacker und weiteren drei Häftlingen sich in der Nähe des Lagers bis zum Eintreffen der Roten Armee zu verbergen. Danach kehrten die fünf Häftlinge ins befreite Lager zurück, halfen bei der medizinischen Versorgung der kranken Häftlinge und gehörten zu den Ersten bei der Sicherung von Beweismaterial über die Verbrechen im KZ Auschwitz. Am 2. Mai 1945 trafen die fünf Häftlinge in Wien ein und veröffentlichten am 5. Mai 1945 im Neuen Österreich einen Bericht über Auschwitz, der folgendermaßen endet:

„Was in Auschwitz und in den anderen Konzentrationslagern von Deutschen verbrochen worden ist, das kann keine Vergeltung von allem, was deutsch heißt, jemals wieder abwaschen.“

Danach gehörten u. a. Danimann und Hacker der hauptsächlich aus Kommunisten und sogenannten Unbelasteten bestehenden Abteilung zur Ermittlung von Kriegsverbrechern bei der Bundespolizeidirektion Wien an, die von dem ehemaligen Auschwitzhäftling Heinrich Dürmayer geleitet wurde. Dieser Abteilung gelang die Festnahme des ehemaligen Leiters der Politischen Abteilung in Auschwitz Maximilian Grabner sowie des ehemaligen Kommandanten des Ghettos Theresienstadt Siegfried Seidl.
Danimann blieb in der österreichischen Verwaltung beschäftigt und absolvierte nebenbei an der Universität Wien ein Studium der Rechtswissenschaft, das er mit Promotion zum Dr. jur. abschloss. Ab 1958 war Danimann bei der österreichischen Arbeitsmarktverwaltung tätig und leitete von 1973 bis 1979 das Landesarbeitsamt in Niederösterreich.
Danimann gehörte der Lagergemeinschaft Auschwitz an, die sich bei der Einrichtung der österreichischen Länderausstellung in der KZ-Gedenkstätte Auschwitz-Birkenau engagierte und sich der Aufklärung über die NS-Vergangenheit an Schulen sowie der Organisation entsprechender Tagungen verschrieben hatte. Des Weiteren war er Mitglied der Aktion gegen den Antisemitismus, wo er dem Vorstand angehörte. Zudem war er Vorstandsmitglied des Bundes Sozialdemokratischer Freiheitskämpfer, Opfer des Faschismus und aktiver Antifaschisten.
Einer breiteren Öffentlichkeit wurde Danimann als Autor des 1983 erschienenen Buches Flüsterwitze und Spottgedichte unterm Hakenkreuz bekannt.
Er wurde am Simmeringer Friedhof bestattet.

## Ehrungen
- Verleihung des Preises der Stadt Wien für Volksbildung 1988.[13]
- Danimann wurde am 21. September 2005 mit drei weiteren ehemaligen Widerstandskämpfern das Goldene Verdienstzeichen des Landes Wien verliehen.[14]
- Seit 2009 ist Danimann Ehrenvorsitzender der Lagergemeinschaft Auschwitz.[15]
- Seit 2010 ist Danimann Ehrenmitglied des Bundes Sozialdemokratischer Freiheitskämpfer, Opfer des Faschismus und aktiver Antifaschisten.[11]

## Schriften
- mit Hugo Pepper: Österreich im April '45: Die ersten Schritte der 2. Republik. Europaverlag, Wien / München / Zürich 1985.
- Flüsterwitze und Spottgedichte unterm Hakenkreuz. Böhlau Verlag, Wien 1983; wieder: Ephelant Verlag, Wien 2001, ISBN 978-3-900766-13-9.
- als Hrsg.: Finis Austriae: Österreich. März 1938. Europaverlag, Wien / München / Zürich 1978, ISBN 978-3-203-50662-3.
- Arbeitsmarktförderungsgesetz. Verlag des Österreichischen Gewerkschaftsbundes, Wien 1972; wieder: mit einer zusammenfassenden Darstellung, Erläuterungen und einem Anhang. Hrsg. gemeinsam mit Stefan Potmesil und Günter Steinbach (Nachtrag 1993), ISBN 3-7035-0468-4, ISBN 978-3-7035-0468-6.
- Die Arbeitsämter unter dem Faschismus. Verlag des Österreichischen Gewerkschaftsbundes, Wien 1966.
- War Österreichs Untergang 1938 unvermeidlich? Bundesverband österreichischer Widerstandskämpfer und Opfer des Faschismus (KZ-Verband), Wien 1963.